# 道の駅すえよし
道の駅すえよし（みちのえき すえよし）は、鹿児島県曽於市末吉町深川にある国道10号の道の駅である。
近隣に東九州自動車道の末吉財部ICがある。物産館は2004年（平成16年）11月28日に開業し、道の駅としては2005年（平成17年）12月17日に開駅した。

## 施設
- 駐車場
  - 普通車：170台
  - 大型車：10台
  - 身障者用：4台
- トイレ
  - 男：大 5器（2器）、小 9器（3器）
  - 女：6器（5器）
  - 身障者用：2器（1器）

※（）内は、24時間利用可能
- 公衆電話
- レストラン「レストラン四季祭」（11:00 - 15:00、18:00 - 21:00）
- 物産館「四季祭市場」（9:00 - 17:00）

## 休館日
- 4月、7月、10月の第1水曜日
- 1月1日

## アクセス
- 国道10号 - 登録路線
- 曽於広域農道（そお街道）
- E78 東九州自動車道 末吉財部IC